# Nacionalinis finalas 2006
La sesta edizione di Nacionalinis finalas si è svolta dal 14 gennaio al 4 marzo 2006 e ha selezionato il rappresentante della Lituania all'Eurovision Song Contest 2006 ad Atene.
I vincitori sono stati gli LT United con We Are the Winners, che all'Eurovision si sono piazzati al 6º posto su 24 partecipanti con 162 punti totalizzati nella finale, regalando alla Lituania il suo miglior piazzamento al festival.

## Organizzazione
L'emittente pubblica LRT ha optato per l'organizzazione di un programma di selezione per la sua settima partecipazione eurovisiva. L'edizione 2006 si è articolata, come la precedente, in più serate. 47 proposte valide inviate alla radiotelevisione lituana sono state accettate per prendere parte alle serate dal vivo.
In una prima fase, 28 artisti emergenti sono stati distribuiti in 3 serate; 4 per serata hanno avuto accesso alla finale delle nuove proposte, da cui 6 artisti hanno avuto accesso alle semifinali vere e proprie. I risultati di questa prima fase sono stati decretati da una combinazione di voto della giuria e televoto. Successivamente, si sono tenute 3 semifinali da cui 16 artisti sui 25 totali (19 pre-qualificati e i 6 vincitori delle nuove proposte) hanno raggiunto la finale (14 attraverso televoto, e i 2 rimanenti attraverso il voto di una giuria). I risultati della finale sono stati decretati esclusivamente tramite televoto.

## Nuove proposte
| # | Artista        | Titolo                 | Punteggio | Punteggio | Punteggio | Punteggio | Posizione |
| # | Artista        | Titolo                 | Giuria    | Televoto  | Televoto  | Totale    | Posizione |
| - | -------------- | ---------------------- | --------- | --------- | --------- | --------- | --------- |
| 1 | Eglė           | Not Good to Be Mad     | 10        | 142       | 4         | 14        | 3         |
| 2 | Augustė        | Make Me Wanna Lose You | 12        | 984       | 12        | 24        | 1         |
| 3 | Antanas        | Pop žvaigždė           | 4         | 442       | 10        | 14        | 3         |
| 4 | Margarita Arta | Thoughts               | 3         | 15        | 3         | 6         | 7         |
| 5 | Jonas          | I Don't Think          | 8         | 225       | 8         | 16        | 2         |
| 6 | Hola           | All I Need             | 5         | 183       | 7         | 12        | 5         |
| 7 | Fate           | Baby You Are           | 6         | 159       | 5         | 11        | 6         |
| 8 | Evelin         | Take Me                | 7         | 166       | 6         | 13        | 4         |

| #  | Artista          | Titolo              | Punteggio | Punteggio | Punteggio | Punteggio | Posizione |
| #  | Artista          | Titolo              | Giuria    | Televoto  | Televoto  | Totale    | Posizione |
| -- | ---------------- | ------------------- | --------- | --------- | --------- | --------- | --------- |
| 1  | Colder           | Halo                | 10        | 125       | 2         | 12        | 4         |
| 2  | Robertas Kupstas | Falling in Love     | 8         | 895       | 12        | 20        | 1         |
| 3  | Milana           | Eternal Love        | 7         | 259       | 4         | 11        | 5         |
| 4  | Dove             | 4 Ever              | 12        | 533       | 8         | 20        | 1         |
| 5  | Gravel           | Round and Round     | 5         | 619       | 10        | 15        | 3         |
| 6  | Sėkmė            | Funny               | 6         | 98        | 1         | 7         | 8         |
| 7  | Super Kolegos    | Song About Love     | 4         | 339       | 7         | 11        | 5         |
| 8  | Flaer            | Iš lempos           | 2         | 272       | 5         | 7         | 8         |
| 9  | Sinir Yok        | Give Me Your Heart  | 1         | 183       | 3         | 4         | 10        |
| 10 | Evelina          | Let Me Be Your Star | 3         | 287       | 6         | 9         | 7         |

| #  | Artista              | Titolo              | Punteggio | Punteggio | Punteggio | Punteggio | Posizione |
| #  | Artista              | Titolo              | Giuria    | Televoto  | Televoto  | Totale    | Posizione |
| -- | -------------------- | ------------------- | --------- | --------- | --------- | --------- | --------- |
| 1  | Intro's              | Girl You Know       | 6         | 654       | 10        | 16        | 3         |
| 2  | Stringaj             | Cockroach Love      | 4         | 237       | 5         | 9         | 7         |
| 3  | Ashtrey              | Window to the World | 10        | 313       | 7         | 17        | 2         |
| 4  | Rugiagėlių Berniukai | Turn Around         | 2         | 108       | 2         | 4         | 8         |
| 5  | Tribute              | Lifestyle           | 3         | 92        | 1         | 4         | 8         |
| 6  | Onsa                 | Time to Change      | 8         | 346       | 8         | 16        | 3         |
| 7  | Nerri                | Again               | 7         | 133       | 4         | 11        | 5         |
| 8  | Banglai              | I'm So Happy        | 1         | 133       | 3         | 4         | 8         |
| 9  | Natas                | Jūros liga          | 5         | 271       | 6         | 11        | 5         |
| 10 | Dovilė               | The Way to You      | 12        | 1 949     | 12        | 24        | 1         |

| #  | Artista          | Titolo                 | Punteggio | Punteggio | Punteggio | Punteggio | Posizione |
| #  | Artista          | Titolo                 | Giuria    | Televoto  | Televoto  | Totale    | Posizione |
| -- | ---------------- | ---------------------- | --------- | --------- | --------- | --------- | --------- |
| 1  | Dovilė           | The Way to You         | 10        | 1 111     | 8         | 18        | 2         |
| 2  | Ashtrey          | Window to the World    | 7         | 317       | 2         | 9         | 6         |
| 3  | Colder           | Halo                   | 5         | 121       | 0         | 5         | 10        |
| 4  | Intro's          | Girl You Know          | 2         | 715       | 6         | 8         | 8         |
| 5  | Antanas          | Pop žvaigždė           | 0         | 562       | 3         | 3         | 11        |
| 6  | Dove             | 4 Ever                 | 12        | 571       | 4         | 16        | 3         |
| 7  | Jonas            | I Don't Think          | 1         | 230       | 0         | 1         | 12        |
| 8  | Robertas Kupstas | Falling in Love        | 3         | 897       | 7         | 10        | 4         |
| 9  | Eglė             | Not Good to Be Mad     | 6         | 261       | 1         | 7         | 9         |
| 10 | Onsa             | Time to Change         | 4         | 700       | 5         | 9         | 6         |
| 11 | Augustė          | Make Me Wanna Lose You | 8         | 2 392     | 12        | 20        | 1         |
| 12 | Gravel           | Round and Round        | 0         | 1 408     | 10        | 10        | 4         |

## Semifinali
| # | Artista            | Titolo                | Televoti | Posizione |
| - | ------------------ | --------------------- | -------- | --------- |
| 1 | Alanas Chošnau     | The Heat              | 1 905    | 2         |
| 2 | Dove               | 4 Ever                | 1 195    | 6         |
| 3 | Graven             | Round and Round       | 2 246    | 1         |
| 4 | Artas              | Wonder Who Loves You  | 1 886    | 4         |
| 5 | 4FUN               | Kitą dieną            | 83       | 9         |
| 6 | Giulija            | Graffiti              | 340      | 8         |
| 7 | B'Avarija          | If My Dream Came True | 758      | 7         |
| 8 | Saulės Kliošas     | Back to the Future    | 1 421    | 5         |
| 9 | Edmundas Kučinskas | Tavo ir mano dalia    | 1 903    | 3         |

| # | Artista                  | Titolo                      | Televoti | Posizione |
| - | ------------------------ | --------------------------- | -------- | --------- |
| 1 | Augustė                  | Make Me Wanna Lose You      | 1 367    | 3         |
| 2 | The Road Band            | I Feel So Free              | 137      | 8         |
| 3 | Aliukai                  | Madona                      | 386      | 6         |
| 4 | C-Stones & Favour        | Flirtin' on the Dance Floor | 1 228    | 4         |
| 5 | InCulto                  | Welcome to Lithuania        | 2 638    | 1         |
| 6 | Robertas Kupstas         | Falling in Love             | 1 682    | 2         |
| 7 | Rūta Lukoševičiūtė       | Lithuanian Boy              | 244      | 7         |
| 8 | Nacija & Rasa Juzukonytė | Pavasario lietus            | 1 135    | 5         |
| 9 | Highway                  | It's a Longest Way          | 108      | 9         |

| # | Artista         | Titolo             | Televoti | Posizione |
| - | --------------- | ------------------ | -------- | --------- |
| 1 | N.E.O.          | Alright            | 898      | 3         |
| 2 | Bugs Band       | Pajūrio samba      | 117      | 7         |
| 3 | Dovilė          | The Way to You     | 605      | 5         |
| 4 | Eduardo Gimenez | Geografias         | 174      | 6         |
| 5 | Aistė Pilvelytė | Just for Fun       | 834      | 4         |
| 6 | LT United       | We Are the Winners | 8 061    | 1         |
| 7 | Onsa            | Time to Change     | 1 143    | 2         |

## Finale
| #  | Artista                  | Titolo                      | Televoti | Posizione |
| -- | ------------------------ | --------------------------- | -------- | --------- |
| 1  | C-Stones & Favour        | Flirtin' on the Dance Floor | 1 689    | 11        |
| 2  | Artas                    | Wonder Who Loves You        | 1 625    | 12        |
| 3  | Robertas Kupstas         | Falling in Love             | 2 681    | 8         |
| 4  | Augustė                  | Make Me Wanna Lose You      | 1 959    | 10        |
| 5  | B'Avarija                | If My Dream Came True       | 765      | 15        |
| 6  | InCulto                  | Welcome to Lithuania        | 16 451   | 2         |
| 7  | Dove                     | 4 Ever                      | 1 361    | 13        |
| 8  | Onsa                     | Time to Change              | 699      | 16        |
| 9  | N.E.O.                   | Alright                     | 2 735    | 7         |
| 10 | Saulės Kliošas           | Back to the Future          | 1 084    | 14        |
| 11 | Aistė Pilvelytė          | Just for Fun                | 4 307    | 6         |
| 12 | Nacija & Rasa Juzukonytė | Pavasario lietus            | 2 017    | 9         |
| 13 | LT United                | We Are the Winners          | 32 669   | 1         |
| 14 | Alanas Chošnau           | The Heat                    | 9 249    | 3         |
| 15 | Gravel                   | Round and Round             | 6 462    | 4         |
| 16 | Edmundas Kučinskas       | Tavo ir mano dalia          | 4 912    | 5         |